# 사오정 (날아라 슈퍼보드)
사오정은 날아라 슈퍼보드의 등장인물이고, 성우는 유해무이다. 요괴이며 사오족이다.

## 소개
물에 살던 괴수. 가는 귀를 먹어서(정확히는 머릿살의 주름에 귀가 파묻혀있어 말을 제대로 못듣는 것이다.)  이것으로 인해 '사오정 개그'의 주제가 되기도 했다. 손오공이 가지고 있는 슈퍼보드를 '날틀'이라고 부르며 탐낸다. 입에서 독나방을 발사하는 능력과 몸이 고무처럼 늘어나는 특징이 있으며 그 덕분에 물을 대량으로 먹어치우고 적에게 물을 끼얹는 등 물대포로 물리치는 활약을 한다. 뿅망치로 악마를 물리친다. 4기 방영분부터는 독나방, 뿅망치 공격을 하지 않고 무기고에서 받은 스프레이로 공격을 한다. 잘 못듣기 때문에 골치가 아프지만 그것이 장점이 될 때도 있다. 사오정의 타액은 맹독성분이 있기 때문에 이것이 몸에 닿으면 즉사한다. 5시즌에서는 스프레이를 초반에만 사용하고 더 이상 사용하지 않는다.
사오정은 입을 벌리면 독나방을 내뱉는데 이는 사오 종족의 신체적 특징이다. 각 개체마다 다른 걸 뱉는데 신발, 계란, 안경, 병따개, 망치, 숟가락 등등 온갖 물건들 중 하나를 뱉는다. 종족의 족장인 사오뎅은 불덩어리를 뱉는다.
3기에서는 어떤 왕국의 국왕이 되었으며 그의 부하 병사들이 죄다 로보캅처럼 생겼다. 파링과 불구대천인데 사오정이 아무 생각 없이 파링의 어머니한테 너 못생겼어라고 말하자 파링의 어머니가 그 말을 듣고 충격을 받아서 심장마비로 사망했다. 원작에서는 파링의 손에 살해당해서 이후 어부바맨이 사오정 대신 합류하지만 애니메이션에서는 파링과 화해하고 미스터 손 일행이 된다.